# Metoikové
Metoikové byli svobodní lidé v klasickém období řeckých dějin. Pocházeli z jiných řeckých obcí, ale usazovali se v Athénách. Neměli podíl na politickém životě, ale v době války sloužili ve vojsku. Každý metoikos platil daň z hlavy (metoikion), která však nebyla příliš vysoká. Metoikové se věnovali řemeslné výrobě a obchodu. Někteří dosáhli značného majetku a jejich činnost byla pro athénský stát velmi přínosná.